# 耳叶越桔
耳叶越桔（学名：Vaccinium pseudospadiceum）为杜鹃花科越桔属下的一个种。

## 扩展阅读
維基物種上的相關：耳叶越桔